# Топи
Топи (лат. Damaliscus lunatus topi, рус. Топи) је подврста топи антилопе (лат. Damaliscus lunatus), врсте из породице шупљорожаца (Bovidae).

## Угроженост
Ова подврста је на нижем степену опасности од изумирања, и сматра се скоро угроженим таксоном.